# Ноттс, Дон
Джесси Дональд (Дон) Ноттс (англ. Don Knotts, 21 июля 1924 года — 24 февраля 2006 года) — американский комедийный актёр кино, телевидения. Пять раз был лауреатом премии «Эмми» за лучшую мужскую роль второго плана в комедийном сериале.

## Биография
Дон Ноттс родился в Моргантауне, штат Западная Виргиния. Он рос во время Великой Депрессии. У Ноттса было два брата, один из которых умер от астмы, когда Ноттс был ещё подростком. Он окончил школу Моргантауна и получил образование в Университете Западной Виргинии. Он начал выступать как чревовещатель и маг ещё до окончания школы. Во время службы в армии во время войны Ноттс работал в развлекательных шоу для солдат. В 1948 году Ноттс женился, у пары было двое детей. В 1969 году он развёлся. После нескольких ролей на Бродвее и роли в фильме Трудно быть сержантом он стал постоянной приглашённой звездой на шоу Стива Аллена. Ноттс получил 5 премий «Эмми» за свою работу в шоу Энди Гриффита в 1960—1965 годах. После ухода из шоу, он снимался во многих фильмах. За свою полувековую карьеру Ноттс сыграл в более, чем 25 фильмах и 7 телевизионных сериалах. В фильме Этот безумный, безумный, безумный, безумный мир он играл вместе с такими комедийными актёрами как Бастер Китон и Джонатан Уинтерс. В 1997 году он озвучивал Черепаху в мультфильме «Коты не танцуют». Дон Ноттс умер в 2006 году в Лос-Анджелесе. Похоронен на Вествудском кладбище в Лос-Анджелесе.
В 1998 году в родном городе Ноттса была названа улица в его честь.
Статуя в честь Ноттса была открыта 23 июля 2016 года перед зданием Метрополитен-Театра на Хай-Стрит в его родном городе Моргантаун, штат Западная Вирджиния.

## Избранная фильмография
| Год  |   | Русское название                                | Оригинальное название           | Роль                      |
| ---- | - | ----------------------------------------------- | ------------------------------- | ------------------------- |
| 1958 | ф | Трудно быть сержантом                           | No Time for Sergeants           | капрал Джон Браун         |
| 1960 | ф | Разбудите меня, когда это закончится            | Wake Me When It's Over          | сержант Перси Уоррен      |
| 1961 | ф | Последний раз, когда я видел Арчи               | The Last Time I Saw Archie      | капитан Гарри Литтл       |
| 1963 | ф | Этот безумный, безумный, безумный, безумный мир | It's a Mad, Mad, Mad, Mad World | нервный автомобилист      |
| 1963 | ф | Я вернулась, дорогой                            | Move Over, Darling              | продавец обуви            |
| 1964 | ф | Невероятный мистер Лимпет                       | The Incredible Mr. Limpet       | Генри Лимпет              |
| 1966 | ф | Призрак и мистер Чикен                          | The Ghost and Mr. Chicken       | Лютер Хеггс               |
| 1968 | ф | Дантист на диком западе                         | The Shakiest Gun in the West    | доктор Джесси Хейвуд      |
| 1975 | ф | Озорная шайка                                   | The Apple Dumpling Gang         | Теодор Огелви             |
| 1976 | ф | Пасхальные каникулы                             | No Deposit, No Return           | Берт                      |
| 1976 | ф | Ограбление в Монте-Карло                        | Herbie Goes to Monte Carlo      | Уили Эпплгейт             |
| 1984 | ф | Гонки «Пушечное ядро» 2                         | Cannonball Run II               | второй офицер             |
| 1998 | ф | Плезантвиль                                     | Pleasantville                   | работник ремонтной службы |